# Trang Nguyen
Trang Nguyen o Nguyên Thị Thu Trang (2 de març de 1990) és una conservacionista de la fauna salvatge, activista ambiental i escriptora vietnamita. És coneguda pels seus treballs de conservació en la lluita contra el comerç il·legal de fauna salvatge a Àfrica i Àsia. A Vietnam, és molt coneguda pel seu llibre Tro Ve Noi Hoang Da (Tornar al desert). i Chang hoang da - Gau (Chang és salvatge sobre els ossos)
El 2013, Trang va ser immortalitzada com un personatge de joc en línia per ajudar a sensibilitzar sobre la conservació del rinoceront. El joc va atreure més de 3 milions de jugadors durant les dues primeres setmanes de llançament.
El 2018, va participar al documental sud-africà, Stroop: Journey into the Rhino Horn War i el documental nord-americà Breaking Their Silence: Women on the Frontline of the Poaching War.
Va rebre un premi de Future for Nature el 2018, també un Eco-warrior dels Premis Elle Style. Va ser votada com una de les 30 dones amb menys de 30 anys del Vietnam per a Forbes i nominada a Women of the Future - Regió del sud-est asiàtic 2018 per la seva contribució a la conservació mundial de la fauna salvatge. També va ser inclosa a la llista de dones més influents del món per la BBC - BBC Top 100 Women el 2019 i 30 Under 30 Forbes Asia 2020 i en el 10 de maig del 2022 la Fundación Princesa de Girona li entraga el premi Internacional.